# ترانسافيا

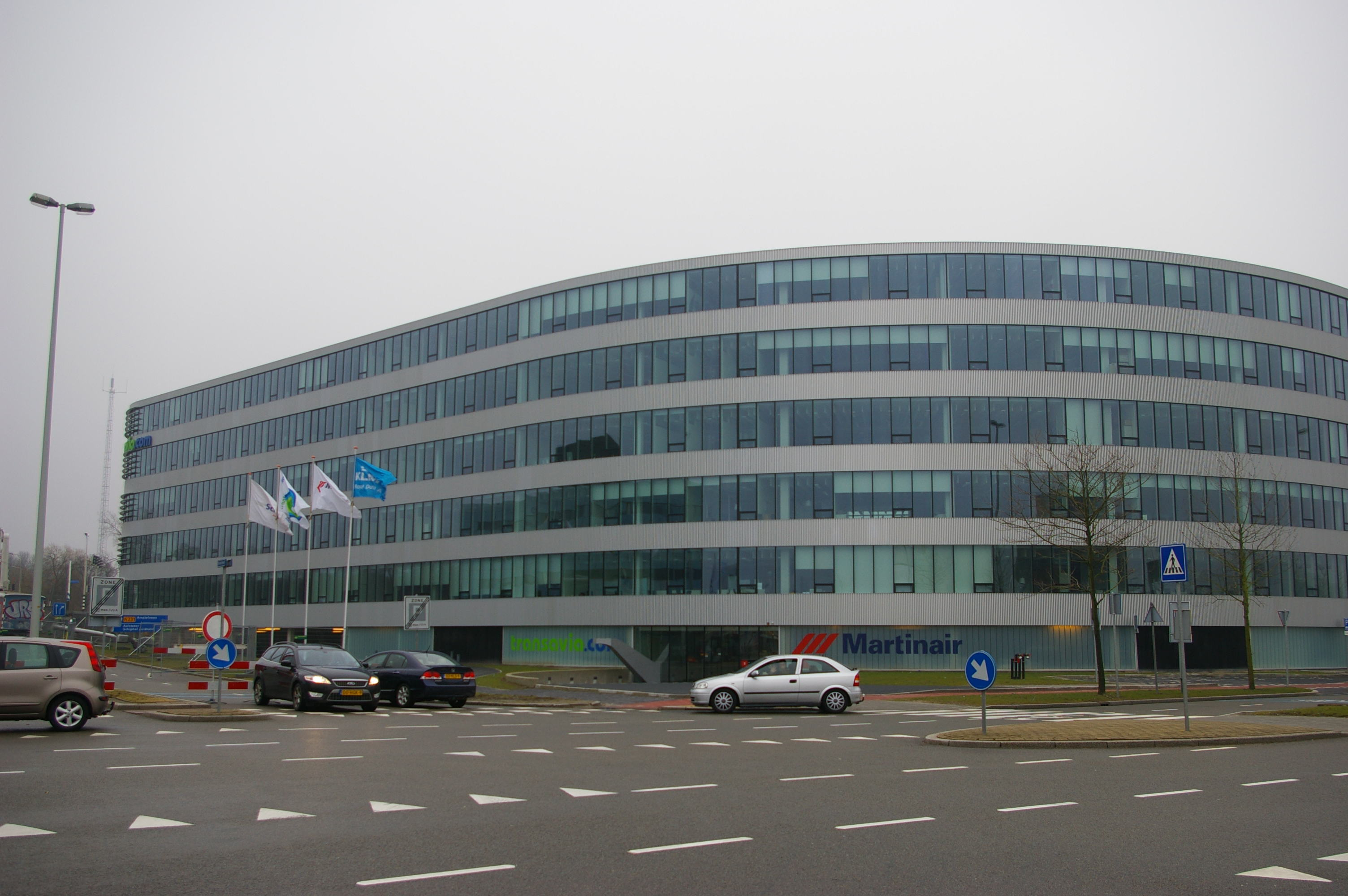
بناء ترانسبورت، المكتب الرئيسي لترانسافيا.كوم.

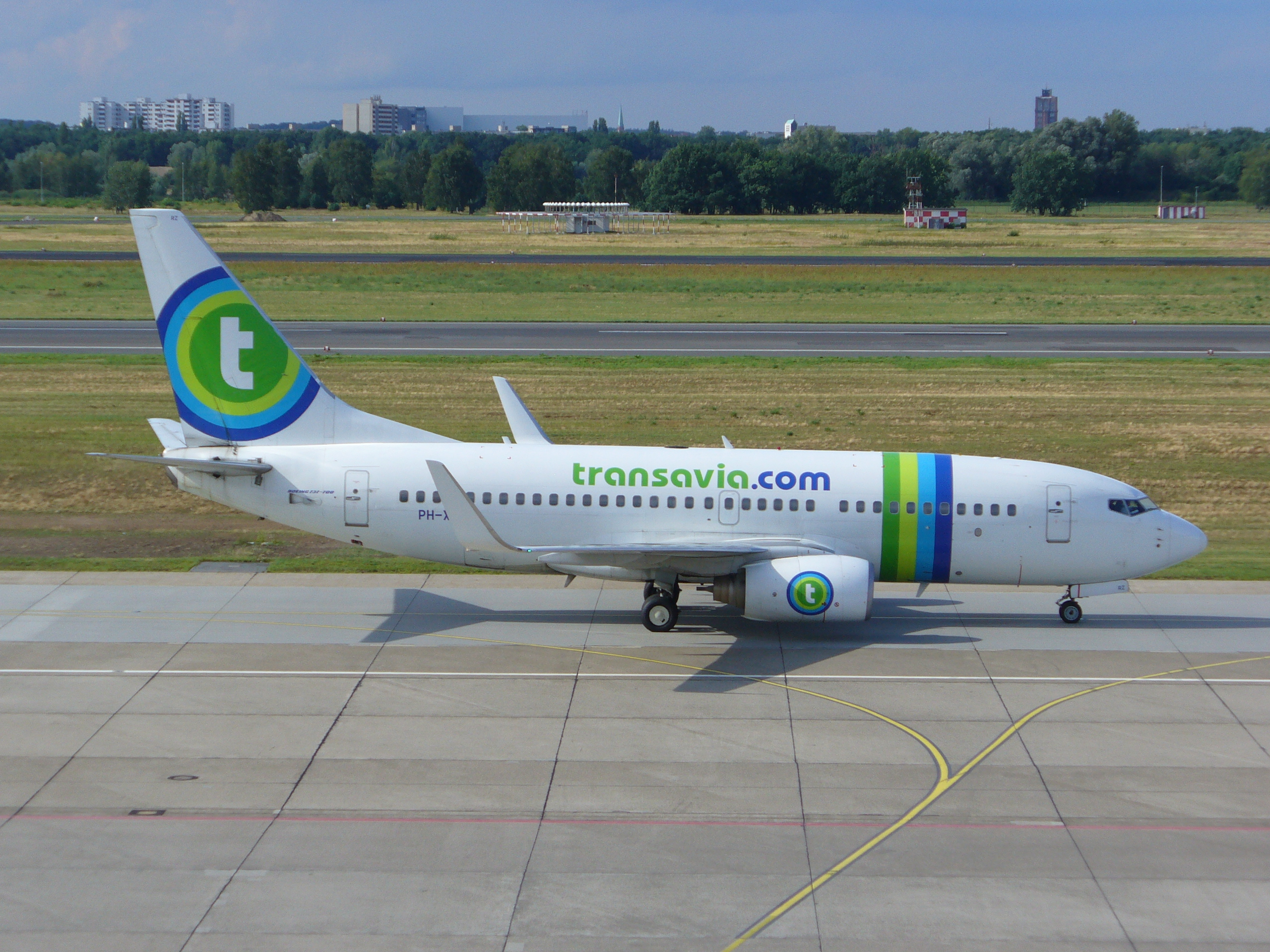
بوينغ 737 بمطار برلين بمظهرها الجديد

ترانسافيا (بالإنجليزية: Transavia) (وتعرف سابقاً باسم ترانسافيا.كوم (بالإنجليزية: Transavia.com)) هي شركة طيران منخفضة التكلفة هولندية، وهي قسم مستقل عن الخطوط الجوية الفرنسية - كيه إل إم. تأسست هذه المؤسسة نتيجة عملية دمج وقعت في 1 يناير 2005 بين ترانسافيا.كوم و بازيك إير تحت اسم واحد وسبقها إنجاز موقع موحد لكلا الشركتين، وتقدم خدماتها عبر شركة خطوط ترانسافيا الجوية. يعتبر مطار سخيبول أمستردام المركز الرئيسي لها، ويتولى رآستها ميشيل مايجر . تتبع كل من ترانسافيا فرنسا التي تأسست في 2007 و مركزها مطار باريس أورلي، و ترانسافيا الدانمارك ومركزها مطار كوبنهاغن.

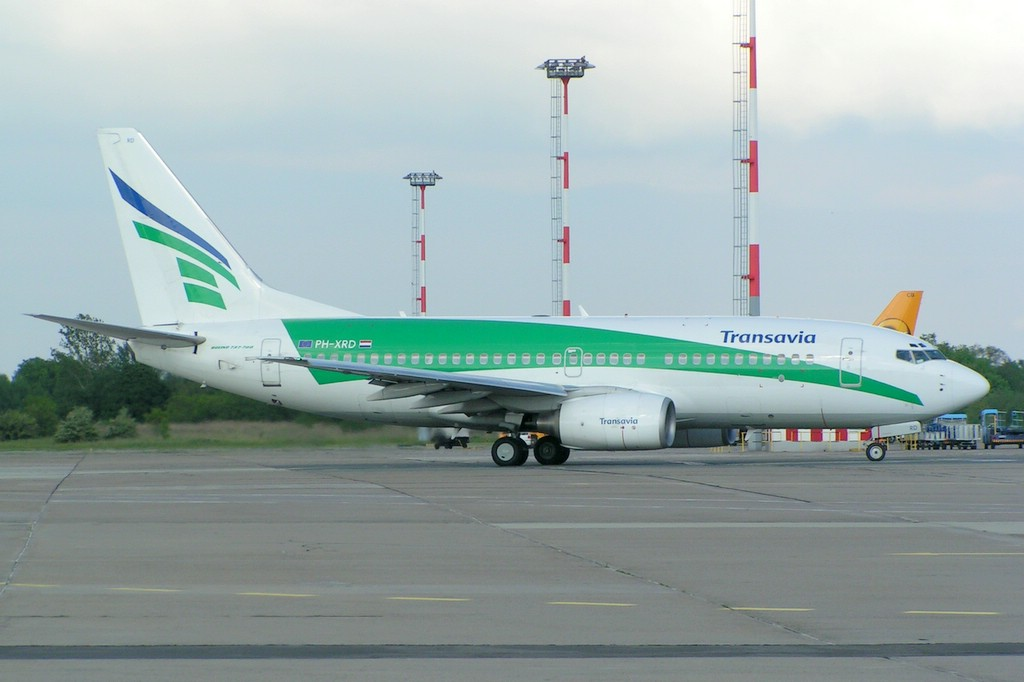
بوينغ 737 بمطار براندنبورغ بمظهرها القديم

## تاريخ
تأسست الشركة أواخر عام 1965 تحت اسم ترانسافيا ليمبورغ. تم تغيير اسمها إلى هولندا ترانسافيا عام 1966، وبدأت عملياتها في 17 نوفمبر 1966. في عام 1986، تم تغيير اسم الشركة إلى شركة طيران ترانسافيا، وأصبحت أول شركة طيران مستفيدة من تحرر حركة الملاحة الجوية الموقعة بين حكومتي المملكة المتحدة وهولندا . بدأت ترانسافيا تشغيل خدماتها اليومية بين أمستردام عبر مطار سخيبول أمستردام ومطار لندن جاتويك في 26 أكتوبر 1986.
خلال عام 1991، قامت بي آند أو نيدلود وهي المالك الأكبر للشركة ببيع حصة 80 ٪ لشركة الخطوط الجوية الملكية الهولندية. وفي عام 1998 ، اعتبرت ترانسافيا أول شركة طيران أجنبية تقوم بتسيير رحلات داخلية في اليونان في أعقاب تغيير قواعد الطيران اليونانية. وفي يونيو 2003 ،اشترت كي إل أم الحصة الباقية وهي20 ٪ ، وأصبحت بالتالي المالك الوحيد لترانسافيا. وبعد الاندماج بين كل من الخطوط الفرنسية والخطوط الهولندية، أصبحت ترانسافيا فرعا مستقلا عن الشركة المندمجة. خلال عام 2000، تعاقدت مع بازيك إير وأصبحت إحدى المؤسسات ذات التكلفة المنخفضة. ولتعزيز علامتها التجارية، اندمجت كل من ترانسافيا وبازيك إير تحت اسم ترانسافيا.كوم، وكان ذلك عام 2005.
اختارت ترانسافيا مدينة آيندهوفن كمركز ثالث للاتصالات بعد أمستردام وروتردام. وفي فبراير 2007، افتتحت فرعا في مطار أورلي بباريس، وبدأت بتسيير رحلاتها في 12 مايو 2007 وأولها كانت باريس-بورتو.

## الوجهات
- تسير 19 وجهة منتظمة و60 وجهة أخرى غير منتظمة.

يتكون أسطول ترانسافيا في أبريل 2010 من الطائرات التالية:
وفي فبراير عام 2010، بلغ متوسط عام الأسطول 7.9 سنوات.

### تاريخ الأسطول
تاريخ أسطول ترانسافيا
| الطائرة        | المجموع |
| -------------- | ------- |
| إيرباص إيه 300 | 1       |
| إيرباص إيه 310 | 1       |
| بوينغ 737      | 13      |
| بوينغ 737      | 16      |

| الطائرة             | المجموع |
| ------------------- | ------- |
| بوينغ 737           | 1       |
| بوينغ 757           | 10      |
| بوينغ 757-300       | 2       |
| بي آي إي 146-200 آي | 1       |

## وصلات خارجية
- الموقع الرسمي
- الأسطول
- أسطول ترانسافيا الدانمارك
- أسطول ترانسافيا فرنسا